# 緬甸人名
缅甸人名与其他命名系统有着极大的差别。缅甸人有名无姓，且有随意改名的习惯，但是这些习俗正在慢慢改变。缅甸人名常前缀敬语，有时敬语会被当作缅甸人名的一部分。
缅甸人名多由一个或两个音节组成，在名字前面习惯加尊称称呼，如吴登盛（登盛先生）、吴山友（山友先生）、吴奈温（奈温先生）。缅甸贡榜王朝覆灭后，受西方文化影响，缅甸开始出现多音节名，其中男名最多有四音节，女名最多有五音节。
例如，缅甸民族主义者山（အောင်ဆန်း）原名廷林（ထိန်လင်း），他的父母分别叫做帕（ဖာ）和，他的女儿（အောင်ဆန်းစုကြည်）的“昂山”取自她的父亲昂山，“素”是她祖母的名字，“季”则取自她母亲的名字金（ခင်ကြည်）。此类人名中出现父名和母名的情况在现代缅甸非常多，但这并不代表姓氏的出现。而当缅甸人与从夫姓的女性结婚时，女方有时会将自己的姓改为男方名字的一个音节，如美籍缅人吞敏（Tun Myint）的妻子便将其姓氏改为“敏”。

## 星相命名系统
一般缅甸人的名字是根据他出生于星期几而定的，一周中出生日不同，其所对应的辅音字母也不同。如奈温于星期六出生，而星期六可以以“N-（န）”为辅音取名，而“温”则对应星期三上午的“W-（ဝ）”，缅甸人认为星期六与星期三相配。以下是对照表（可能不完整）：
| 日期     | 对应辅音                 |
| -------- | ------------------------ |
| 周一     | (k-), (hk-), (g-), (ng-) |
| 周二     | (s-), (hs-), (z-), (ny-) |
| 周三上午 | (l-), (w-)               |
| 周三下午 | (y-), (y-, r-)           |
| 周四     | (p-), (hp-), (b-), (m-)  |
| 周五     | (th-), (h-)              |
| 周六     | (t-), (ht-), (d-), (n-)  |
| 周日     | (a-)                     |

## 常见敬语
对于名字为单音节词及双音节词的缅甸人来说，他们的名字大部分时候都与敬语连用。例如山的父母可分别称为“吴帕”“杜素”，或是“帕先生”“素夫人”。不同的敬语有时会叠加连用。以下是一些常见敬语：
| 名称              | 缅甸语 | 意译 | 对象                                       |
| ----------------- | ------ | ---- | ------------------------------------------ |
| Ashin 阿辛        | ,      | 大人 | 女性、僧侣、贵族                           |
| Binnya 班亚       | ,      |      | 皇族                                       |
| Bo 波             |        | 将军 | 军官（如波山、波敏昂莱），全称Bogyoke（ဗိုလ်ချုပ်）  |
| Daw 杜、朵        |        | 夫人 | 已婚女性、女性高官（如杜）                 |
| Duwa 杜瓦         |        |      | 克钦族土司                                 |
| Khun 坤           |        | 先生 | 男性掸人（如昆吞乌）                       |
| Ko 哥，郭         |        | 哥哥 | 平辈男子、青年男子（如哥妙埃）             |
| Ma 玛             |        | 女士 | 平辈女子、年轻女子                         |
| Mahn 曼           |        |      | 克伦族男子（如曼温貌）                     |
| Maung 貌          |        | 弟弟 | 幼辈男子，也是一般男子的自称               |
| Mi 密，米         |        | 女士 | 年轻女子，常作昵称（如密瑞）:95            |
| Mi 密，米         |        | 女士 | 孟族女子                                   |
| Min 敏            |        | 王   | 君主，作为后缀（如锡袍敏）                 |
| Minh 敏           |        |      | 孟族年轻男子，相当于貌                     |
| Nai 乃            |        | 先生 | 孟族男子，相当于吴（如乃瑞金）             |
| Nang 娘           |        | 女士 | 掸族女子                                   |
| Naw 瑙            |        | 女士 | 克伦族女子                                 |
| Nga 鄂            |        |      | 男子，现含贬义:95                          |
| Sai 赛            |        | 男子 | 掸族男子（如赛丁盛）                       |
| Salai 萨莱        |        |      | 钦族男子                                   |
| Sao 蘇，绍        |        | 大人 | 掸族贵族（如苏瑞泰）                       |
| Saw 苏            |        | 大人 | 掸族贵族，是Sao的缅化（如苏孟拉）          |
| Saw 苏            |        | 先生 | 克伦族男子（如苏波妙）                     |
| Sawboa 诏法，苏巴 |        | 领袖 | 掸族土司（如良瑞诏法苏瑞泰）               |
| Saya 萨亚，塞耶   |        | 老师 | 男性长辈或等级高者（如塞耶佩）:95          |
| Sayadaw 西亞多    |        | 大师 | 高等僧侣（如萨亚多吴潘迪塔）               |
| Sayama 萨亚玛     |        | 老师 | 女性长辈或等级高者                         |
| Shin 善           | ,      | 大人 | 僧侣、贵族（旧，如善阿罗汉，善耶图）       |
| Tekkatho          |        | 学士 | 作家（旧）                                 |
| Thakin 德钦       |        | 主人 | “我缅人协会”成员（旧，如德钦哥都迈）       |
| Theippan          |        | 学士 | 作家（旧）                                 |
| U 吴              |        | 先生 | 中年男子、男性高官或僧侣（如吴丹、吴登盛） |

另可參見緬甸佛教頭銜一文，了解緬甸佛教所使用的頭銜